# Akebia
Akebia (Akebia) – rodzaj roślin okrytonasiennych zaliczanych do rodziny krępieniowatych Lardizabalaceae. Obejmuje 5 gatunków. Rośliny te występują we wschodniej Azji (Chiny, Korea, Japonia). W naturze rośliny te rosną na terenach skalistych, w zaroślach, zawsze tam, gdzie mogą rozwinąć się w miejscach nasłonecznionych. Na obszarach górskich rosną do rzędnej 1500 m n.p.m. Kwitną wiosną. 
Mięsiste owoce tych roślin są jadalne, aczkolwiek mdłe w smaku i spożywane są one głównie w Chinach. Akebie uprawiane są jako rośliny ozdobne, głównie akebia pięciolistkowa A. quinata o kwiatach pachnących, o aromacie wanilii, akebia trójlistkowa A. trifoliata, o kwiatach bezwonnych, oraz mieszaniec między nimi – A. × pentaphylla. Akebia pięciolistkowa w miejscach introdukcji bywa gatunkiem inwazyjnym (np. w Ameryce Północnej).

## Morfologia
PokrójDrewniejące pnącza owijające się pędami, osiągające zwykle do 10 m wysokości.
LiścieZrzucane na zimę i zimozielone, dłoniasto złożone z 3–5 listków osadzonych na ogonkach.
KwiatyRośliny jednopienne, z kwiatami rozdzielnopłciowymi skupionymi w groniaste kwiatostany, w których kwiaty żeńskie rozwijają się w dolnej części, a męskie w szczytowej. Kwiaty żeńskie są bardziej okazałe od męskich, osadzone są na dłuższych szypułkach. Okwiat jest pojedynczy z trzema listkami w kolorze od brązowego, przez fioletowy do purpurowego, rzadko żółtego. Pręcików jest 6–8, a zalążni 5–10.
OwoceZłożone z kilku (czasem pojedynczych) mięsistych jagód osiągających od 5 do 15 cm długości. Miąższ jest biały, a zawarte w nim nasiona są ciemnobrązowe do czarnych i są one bardzo liczne (od stu do kilku tysięcy).

## Systematyka
Pozycja systematyczna
Rodzaj z podrodziny Lardizabaloideae w obrębie rodziny krąpieniowatych (Lardizabalaceae).
Wykaz gatunków
- Akebia apetala (Quan Xia, J.Z.Sun & Z.X.Peng) Christenh.
- Akebia longeracemosa Matsum.
- Akebia longisepala (H.N.Qin) Christenh.
- Akebia × pentaphylla (Makino) Makino
- Akebia quinata (Thunb. ex Houtt.) Decne. – akebia pięciolistkowa
- Akebia trifoliata (Thunb.) Koidz. – akebia trójlistkowa